# 哲学与文学
哲学和文学包括哲学家和哲学主题的文学处理（哲学的文学），和文学提出的问题的哲学处理（文学的哲学）。

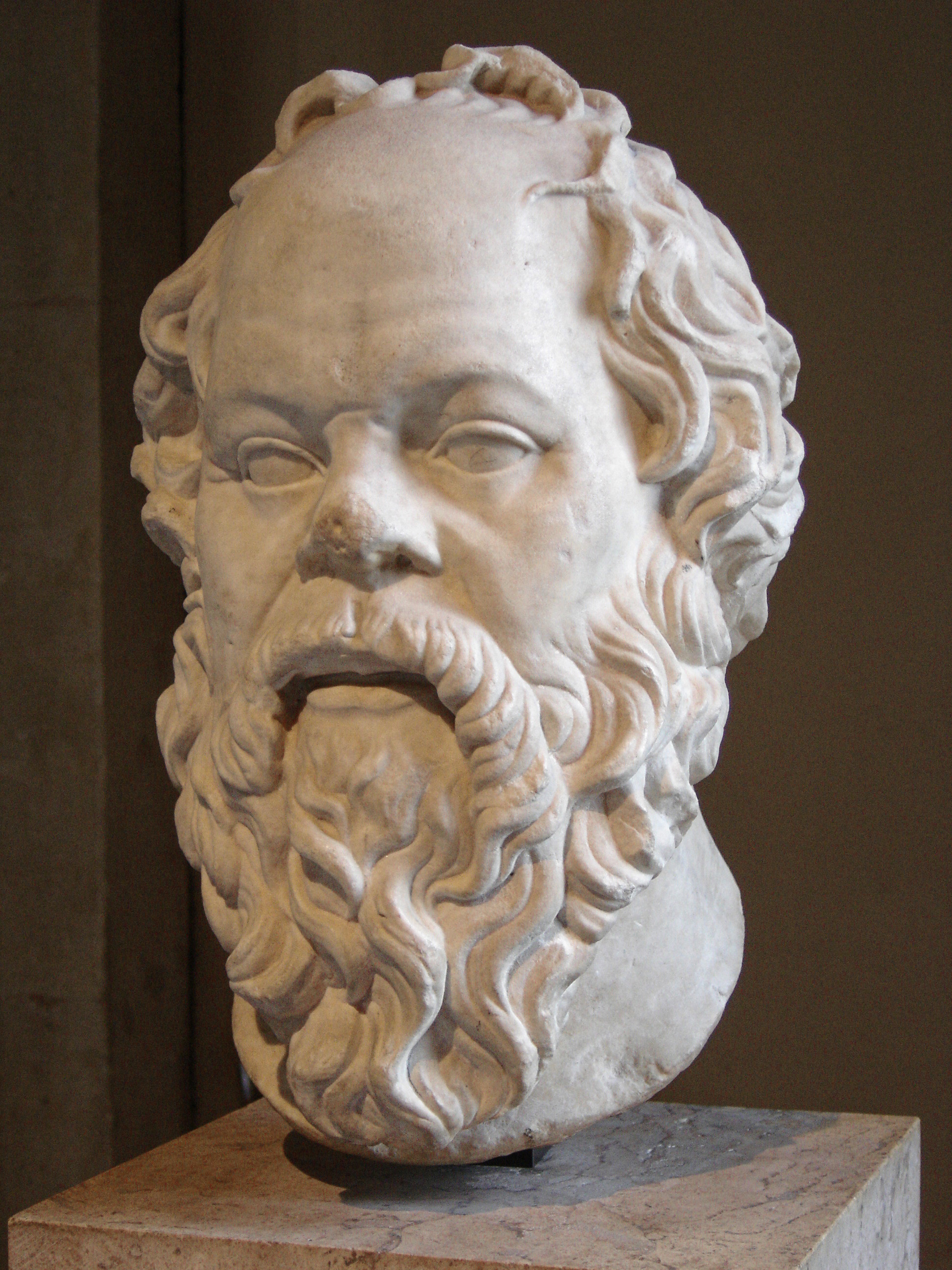
阿里斯托芬的《云》将苏格拉底表现为一个喜剧人物。

## 文学的哲学
严格地说，文学的哲学是一门美学，是一个研究“艺术是什么”的哲学分支。许多审美哲学一直侧重于造型艺术或音乐，却不那么重视语言艺术。事实上，审美哲学的很多传统的讨论旨在建立艺术质量的标准，对其描绘的题材并不关注。因为所有的文学作品几乎都是顾名思义，包含单纯依赖形式特质的概念性内容、美学理论，而往往忽视文学。
叙事的存在引起了哲学问题。在叙事中，创作者可以使其形象化，读者会被带进想象、虚构角色甚至是奇幻的生物或技术中。人类思维去想象这些虚构角色、甚至与他们感同身受的能力本身揭示出人类思维的本质。在伦理学中，有些小说可以被认为是一种思想实验：它描述虚构的人物，他们的动机，他们的行为，以及他们行为的后果。就此而言,一些哲学家选择各种叙事形式来传授他们的哲学(见下文)。

### 文学和语言
比如柏拉图认为,文学文化甚至流行音乐的歌词都对消费者的道德观有强烈的影响。在《理想国》中,柏拉图对当时的文学作品表现出强烈的敌视,并在他的乌托邦中提出了一个针对普通文学作品严格的审查制度。
然而，最近，各种流派的哲学家采取了不同的和不敌对的方法来研究文学。自从18世纪后期，英国经验主义理论和伊曼努尔·康德理论出现以后,西方哲学一直专注于认识论的基本问题：若确实存在这样一个世界，人类意识和外在世界存在怎样关系的一个问题。在最近几年,这些认识论问题转向了对词汇及其意义的讨论：语言真的可以消除这些思想之间的屏障吗？这些关于语言和“作品”的意义问题有时被称为“语言论转向”。
因此，用于文学批评和文学理论的技术和工具对于二十世纪后期西方哲学的作用更加突出。各种流派的哲学家比他们的前辈更加关注文学。有人试图探讨单纯用文字沟通是否能够把作者的原意传达给读者的问题。其他人尝试用文学作品展示当代文化，并试图从这些社会批判作品中揭示作者无意识的态度。

### 小说的真实性
文学作品也有对事实和语言哲学问题的讨论。至少从教育的观点来看，人们通常认为夏洛克·福尔摩斯住在伦敦是真实的。（见戴维·刘易斯的《小说中的真相》，美国哲学季刊，第15卷，第1期，1978年1月）塞缪尔·皮普斯住在伦敦也被认为是真实的。但是夏洛克·福尔摩斯从来没有住在任何地方,他只是一个虚构的人物。塞缪尔·佩皮斯却不一样，他是一个真实存在的人。人们对福尔摩斯和佩皮斯感兴趣的原因有很多相似之处，知道他们两人名字的唯一原因在于对他们的行为和言辞具有持久的阅读兴趣。这两家说法似乎暗示存在不同的真相。进一步的问题是关于虚构的世界和人物对于探索真理的价值，它只能被暗示，但并不能明确地陈述他们的知识来源，如福尔摩斯只有一个头或福尔摩斯从未去过月球。

## 哲学中的文学

### 哲理诗
很多诗人写了哲学主题的诗歌,一些重要的哲学家用诗歌来表达他们的哲学思想。如赫西奥德的《宇宙进化论》和卢克莱修的《物性论》在哲学诗中是很重要的。史诗也被用来作为教授哲学的题材。毗耶娑为了传授印度哲学和印度教哲学而著述了古印度史诗《摩诃婆罗多》。荷马在他的《奥德赛》中也包含一些哲学的知识。
许多东方哲学家在他们的诗风中传递自己的思想。一些重要的哲学家有：
- 毗耶娑
- 鲁米
- 欧玛尔·海亚姆
- 尼扎米
- 谢赫·萨迪
- 哈菲兹 (诗人)
- 穆罕默德·伊克巴勒
- 松尾芭蕉
- 阿塔尔
- 萨博（Salah Abd El-sabur）
- 达尔维什
- 艾赛德

著名的西方哲学诗人有：
- 聖十字若望
- T·S·艾略特
- 希尔德加德·冯·宾根
- 荷马
- 珀西·比希·雪莱
- 詹姆斯·莱特
- 玛丽安·穆尔
- 巴勃罗·聂鲁达
- 威廉·卡洛斯·威廉斯
- 玛丽·奥利弗
- 莱斯利·西尔科
- 罗伯特·克里利
- 费尔南多·佩索阿
- 索伦·克尔凯郭尔
- 弗里德里希·尼采
- 乔治·巴塔耶

### 哲学小说
一些哲学家以小说的题材来写哲学,这些题材包括小说和短篇故事(见单独的哲学小说文章)，这在以前的哲学文学作品中是很常见的。在哲学家柏拉图写的对话作品中，小说的或虚构的人物讨论哲学问题；苏格拉底频频作为主角出现在 柏拉图的对话作品中，而对话作品是在苏格拉底教学中获得知识的主要来源之一，即使有时很难区分苏格拉底和柏拉图的实际角色。许多早期基督教作家，如希波的奥古斯丁 ，波伊提乌和皮埃尔·阿伯拉尔也以对话形式写作；一些早期现代哲学家，如乔治·贝克莱和大卫·休谟，偶尔也写这种类型的作品。
其他哲学家喜欢用叙事的方式来表达他们的思想和观点。十二世纪一流的伊斯兰教哲学家伊本·图菲利（Abubacer）写了一个虚构的阿拉伯语叙事《Philosophus Autodidactus》作为对安萨里的《哲学家的不连贯》的回应。十三世纪伊斯兰神学家、哲学家伊本·纳菲斯还写了叙事小说《Theologus Autodidactus》作为对Abubacer的《Philosophus Autodidactus》回应。德国哲学家弗里德里希·尼采经常以文学方式表达思想，尤其在作品《查拉图斯特拉如是说》之中，一个重新构筑的琐罗亚斯德式教导。萨德侯爵和艾茵·兰德写哲学小说时，人物角色担任哲学立场的代言人，按照情节需要来设计他们的行为。乔治·桑塔亚那也是一个同时写小说和诗歌的哲学家;桑塔亚那塑造的人物角色与他信仰之间的关系比较复杂。存在主义者包括一些法国重要的作家，他们用小说来表达他们的哲学思想，作品包括让-保罗·萨特的小说《恶心》和戏剧《禁闭》，阿尔贝·加缪的《局外人》。莫里斯·布朗绍毕生的小说作品，如《不能超越的步伐》、《疯狂的一天》和《灾难的书写》，构成了哲学与文学的关系处理中不可或缺的主体。雅克·德里达的《明信片：从苏格拉底到弗洛伊德及以后》也是如此。
许多哲学家都对文学产生了重要的影响。亚瑟·叔本华也许是文学史上最有影响力的近代哲学家，这在很大程度上是得益于他的美学体系；托马斯·哈代后期的小说经常提到叔本华的美学，尤其在《无名的裘德》里。叔本华对约瑟夫·康拉德也有重要的影响。叔本华对欧洲文学史上的象征主义运动有一个不太明确却很广泛的影响。莱昂内尔·约翰逊在他的散文《培养农牧之神》中也提到了叔本华的美学。雅克·德里达的所有作品对大陆哲学在文学现代性中作用的认识都是非常有影响力的。
其他包含哲学内容的小说作品有:
- 亚伯百色（Abubacer），《Philosophus Autodidactus》（Hayy ibn Yaqdhan）
- 约瑟夫·康拉德，《黑暗之心》
- 陀思妥耶夫斯基，《罪与罚》
- 喬斯坦·賈德，《苏菲的世界》
- 詹姆斯·乔伊斯，《尤利西斯》
- 卡夫卡，《蜕变》
- 米兰·昆德拉，《生命中不能承受之轻》
- Ibn al-Nafis，《Theologus Autodidactus》
- 托马斯·曼，《魔山》
- 默多克，《大海，大海》
- 罗伯特·M·皮尔斯，《禅与摩托车维修艺术》
- 马塞尔·普鲁斯特，《追憶逝水年華》
- 汤姆·罗宾斯《蓝调牛仔妹》（Even Cowgirls Get the Blues）
- 威廉·莎士比亚，《哈姆雷特》
- 列夫·托尔斯泰，《伊凡·伊里奇之死》
- 塞尔吉奥·特龙科索，《真理的本质》

### 文学式哲学著作
除哲学内容外，读者仍然能从许多哲学家的作品中读出文学的价值。罗马皇帝馬爾庫斯·奧列里烏斯的《沉思录》中提到哲学是非独创的斯多葛哲学，但是人们仍能从《沉思录》中读到其文学价值和作品中皇帝的洞察力。
阿图尔·叔本华的哲学以其高质量的散文语言和可读性而闻名，正如英国经验主义者洛克和休谟的作品。索倫·奧貝·克爾凱郭爾的风格经常被看作是诗意的艺术和哲学，尤其是在《恐惧与战栗》和《骗子的日记》中。弗里德里希·尼采的著作，如《查拉图斯特拉如是说》更像是散文诗歌，因为它包含意象和典故而不是争论。

## 文学中的哲学

### 哲学中的文学家
苏格拉底作为漫画人物和嘲弄的形象，以高度虚构化的形象出现在阿里斯托芬的《The Clouds》中。在剧中，苏格拉底似乎挂着一个篮子里，在那里他提供预言，如：
我从来没有提出一个关于天体现象的单一的东西，
如果我没有中止我不断涌现的想法，
把我的想法和他们的想法混合在一起—
空气。如果我把我的心变成崇高的事物，
但在那里，我发现了很多很多。你地球，
用武力把自己的思想吸引到它自己身上—
同样的过程发生在水芹身上。
豪尔赫·路易斯·博尔赫斯也许是二十世纪最杰出的哲学小说作家。他写了一个简短的故事《阿威罗伊的搜索》，哲学家阿威罗伊是主角。他的故事中很多观点准确地阐释和概括了主要的哲学家，包括乔治·贝克莱、阿图尔·叔本华和伯特兰·罗素的思想；也包括乔治·达尔加诺各种各样的意见。
在翁贝托·埃可的小说《玫瑰之名》中，一个关键的的情节开始于发现了一本神秘的书，书中包含了亚里士多德一个丢失的手稿。翁贝托·埃可后期的小说《福柯的钟摆》成为了惊悚侦探小说的先驱，讨论已有的典故和历史思想家；最近的例子包括丹·布朗的《达文西密码》和伊恩·考德威尔与达斯汀·托马森的《四的法則》。
同时，菲利普·K·狄克经常被拿来跟博尔赫斯比较，他在小说中提出了大量的哲学问题，包括从唯我论到感知和现实中的很多问题。

### 虚构的哲学家
豪尔赫·路易斯·博尔赫斯在他的短篇小说中介绍了许多哲学的主题和一些小说哲学家。一个虚构的哲学运动是他的作品《Tlön, Uqbar, Orbis Tertius》中前提的一部分，他的小说《巴别图书馆》中的无名叙述者也可以被称为一个虚构的哲学家。一个虚构的神学家是他的小说《三个版本的犹大》中的主角。
虚构的哲学家偶尔出现在罗伯特·A·海因莱因和雷·布拉德伯里的作品中。海因莱因的《异乡异客》中包括很多高水平堪称古代虚构哲学对话继承者的段落描写，这在剧情中都有设置。